# Stanislaw Tillich
Stanislaw Tillich (vendisk: Stanisław Tilich, født 10. april 1959 i Neudörfel) er en tysk politiker, der fra 2008 til 2017 var ministerpræsident i delstaten Sachsen, valgt for CDU.
Tillich er af sorbisk afstemning og er uddannet diplomingeniør i konstruktion og gearteknik fra Technische Universität Dresden i 1984. Han var ansat ved forvaltningen i Kamenz 1987-1989 og blev senere entreprenør.
Han begyndte sin politiske karriere som aktiv i CDU i det daværende DDR i 1987 og meldte sig ind i CDU efter genforeningen i 1990. Han blev valgt til Volkskammer ved det eneste demokratiske valg i 1990, og var oberservatør i Europa-Parlamentet fra 1991 til 1994. Fra 1994 til 1999 var han medlem af parlamentet. Efter valgperioden i Bruxelles var slut, besad han flere ministerposter i Sachsens delstatsregering; først som minister for føderale og europæiske anliggender frem til 2002, hvor han blev statsråd og chef for Statskansleriet. I 2004 blev han miljø- og landbrugsminister, og i 2007 finansminister. Han blev udpeget som Georg Milbradts efterfølger som ministerpræsident 14. april 2008 og valgt af landdagen 27. maj. Han var den første sorbiske præsident i delstaten. Han blev valgt igen i 2009 og 2017, men trak sig tilbage i december 2017 og blev efterfulgt af Michael Kretschmer.